# Jean-Claude Carrière
Jean-Claude Carrière (født 17. september 1931, død 8. februar 2021) var en prisvindende fransk manuskriptforfatter og skuespiller. Han var blandt andet medansvarlig for drejebog og dialog til en række af Luis Bunuels film og for sit samarbejdet med filminstruktøren Miloš Forman og filmproduceren Saul Zaentz.

## Udvalgt filmografi
- Bliktrommen (1978)
- Tilværelsens ulidelige lethed (1988)
- Valmont (1989)
- Goya's Ghosts (2006)